# さと (漫画家)
さと（1986年9月22日 - ）は、日本の漫画家。女性。

## 来歴
2003年ごろ、自身のサイト「99円均一」にて漫画を発表。そのなかで掲載していた作品『いわせてみてえもんだ』を、2006年から『ヤングガンガン』（スクウェア・エニックス）にて連載。『美大道! あおぞら美術予備校』を『まんがタイムファミリー』（芳文社）に連載。2010年より『週刊少年チャンピオン』（秋田書店）にて、『りびんぐでっど!』を短期集中連載を経て週刊連載。
同じく漫画家の村田真哉と2012年に結婚。
志村貴子の『青い花』に影響され、百合の良さに目覚める。「男の子が描けない」と考えたさとは、百合を描いてみたかったこともあり、2013年より初となる本格百合作品『フラグタイム』の連載を『もっと!』（同）Vol.2より開始。『いわせてみてえもんだ』の小ネタも取り入れられた1話完結のオムニバスストーリーの『空想少女』が『もっと!』にて連載。同誌が最終号を迎えたことにより、2014年10月から『Champion タップ!』に移籍。
2018年12月より『ふらっとヒーローズ』（ヒーローズ）にて、腐女子のOLと彼女が神と崇めている絵師を描いた『神絵師JKとOL腐女子』の連載を開始。

## 作品リスト

### 連載
- いわせてみてえもんだ（スクウェア・エニックス『ヤングガンガン』2006年14号 - 2007年5号、全1巻）
- 美大道! あおぞら美術予備校（芳文社『まんがタイムファミリー』2009年8月号 - 2011年3月号、全1巻）
- りびんぐでっど!（秋田書店『週刊少年チャンピオン』2010年51号 - 2011年2・3合併号、24号[11] - 32号、34号[3] - 2012年34号、全4巻） - 短期集中連載から週刊連載化[3]
- フラグタイム（秋田書店『もっと!』Vol.2[5]、Vol.3→『Champion タップ!』2013年7月[12] - 2014年、全2巻）
- 空想少女（秋田書店『もっと!』 - motto! 2014 AUTUMN（最終号[8]）→『Champion タップ!』2014年10月[7] - 、既刊1巻）
- 神絵師JKとOL腐女子（ヒーローズ『ふらっとヒーローズ』2018年12月25日[9] - 2022年5月27日[13]、全5巻）
- アイノセンビキ ～ママ活したらママができた話～（作画：じゃが、KADOKAWA『ヤングドラゴンエイジ』VOL.23[14] - 、既刊1巻）

### 読み切り
- ひめごとノート（『まんがタイムファミリー』2011年4月号[15]） - ゲスト[15]
- 明滅!!ホタル娘（『週刊ヤングジャンプ増刊アオハル』0.99号[16]、2013年） - 村田真哉×さと名義[16]

### その他
- 『ナナとカオル Black Label』第4巻クレイジーラブ同人誌つき初回限定版（2013年12月27日発売[17]） - 寄稿

### 活動
- OVA『フラグタイム』公開記念舞台挨拶（2019年11月23日[18]） - シークレットゲスト[18]
- 百合展2020電子版（2021年3月） - 参加[19]